# طوفان (جورجونه)
طوفان (ایتالیایی: La Tempesta) یک نقاشی رنسانس ایتالیایی است که توسط استاد جورجونه در تاریخ حوالی ۱۵۰۶ یا ۱۵۰۸ طرح گردیده، این تابلو در اصل به سفارش یک نجیب‌زادهٔ ونیزی به نام گابریل وندرامین طراحی گردید، نقاشی امروزه در گالری دل آکادمیا ونیز نگهداری می‌شود